# 빌럼 5세 판 오라녜
빌럼 5세 판 오라녜나사우(Willem V van Oranje-Nassau, 1748년 3월 8일 ~ 1806년 4월 9일)는 오랑주 공과 네덜란드 공화국의 마지막 스타트허우더였다. 그는 1795년에 런던으로 망명했다. 그는 1806년 사망할 때까지 오라녜나사우가의 통치자였다. 그 자리를 아들 빌럼이 이어받았다.

## 유산
- 오렌지군는 오렌지의 빌렘 5세의 이름을 따서 명명되었다.
- 오렌지군는 노스캐롤라이나주의 군의 이름을 따서 지어졌다.
- 남아프리카에서 가장 긴 강인 오렌지강은 빌럼 5세 판 오라녜나사우를 기리기 위해 명명되었다.[1]

## 같이 보기
- 오라녜나사우가